# Dark Ages
Dark Ages är Soulflys femte album, inspelad och släppt 2005. Dark Ages är Soulflys första album som kategoriseras under genren Thrash metal.
Albumet var starkt influerad av Max Cavaleras sonson Moses på åtta månader som avled i December 2004, samt mordet på sin vän, Pantera-gitarristen Dimebag Darrell som avled den 8 december under en spelning på Alrosa Villa i Columbus, Ohio. Låten "Corrosion Creeps" tillägnades till frontmannen Chuck Schuldiner från den legendariska bandet Death. 

## Låtlista
1. "The Dark Ages" – 0:48
2. "Babylon" – 3:53
3. "I And I" – 3:15
4. "Carved Inside" – 3:35
5. "Arise Again" – 4:10
6. "Molotov" – 1:58
7. "Frontlines" – 4:34
8. "Innerspirit" – 5:15
9. "Corrosion Creeps" – 4:27
10. "Riotstarter" – 5:00
11. "Bleak" – 4:57
12. "(The) March" – 1:19
13. "Fuel The Hate" - 4:12
14. "Staystrong" - 8:14
15. "Soulfly V" - 10:54

### Bonusspår på digipak
1. "Salmo-91" - 4:23
2. "Prophecy" (live) - 3:27
3. "Seek 'N' Strike" (live) - 4:14

### iTunes Bonusspår
1. "Salmo-91" - 4:23
2. "Back To The Primitive" (Live 2001) - 4:09
3. "No Hope = No Fear" (Live 2001) - 4:21
4. "Spit" (Live 2001) - 2:31

## Medverkande
- Max Cavalera - sång, gitarr
- Marc Rizzo - gitarr
- Bobby Burns - bas
- Joe Nunez - trummor

### Gäst medverkande
- Billy Milano (Stormtroopers of Death) - gästsång på "Molotov"
- Paul Fillipenko (FAQ)- gästsång på "Molotov"
- David Ellefson (Megadeth) - bas på "Riotstarter"
- Nemanja "Coyote" Kojic (Eyesburn) - gästsång på "Innerspirit"
- Richie Cavalera (Incite) - gästsång på "Staystrong"